# Lamelligomphus biforceps
Lamelligomphus biforceps is een echte libel (Anisoptera) uit de familie van de rombouten (Gomphidae).
De soort staat op de Rode Lijst van de IUCN als niet bedreigd, beoordelingsjaar 2009.
De wetenschappelijke naam van de soort werd in 1878 als Onychogomphus biforceps gepubliceerd door Edmond de Sélys Longchamps.

## Synoniemen
- Lamelligomphus laetus Yang & Davies, 1993
- Lamelligomphus parvulus Zhou & Li, 2000